# Demonstrationerna på Hötorget 1965
Demonstrationerna  på Hötorget 1965 var ett antal konfrontationer mellan demonstranter och polisen i Stockholm i samband med vänsterdemonstrationer mot USA:s krigföring i Indokinaregionen. Protesterna fick sin första kulmen i juni 1965 och kallades ibland  "slaget om Hötorget” i pressen. Upptrappningen började i februari 1965 när USA ökade bombningarna i Vietnam, vilket ledde till direkta aktioner i liten skala mot Vietnamkriget framför USA:s ambassad i Diplomatstaden, där Clartéister i en Sydostasienstudiegrupp protesterade mot kriget. Pacifister i Världsmedborgarrörelsen ordnade sit-ins och släpades därifrån. 
När demonstrationerna vid ambassaden inte skapade tillräckligt med uppmärksamhet, sökte sig deltagare till Stockholms centrum. Den 14 juni genomförde bland andra medicinstudenterna  Sköld Peter Matthis och Åsa Hallström Hötorgsdemonstrationen i juni 1965. De gick längre än pacifisterna och krävde USA ut ur Vietnam och stöd till FNL.  Polisen sökte med våld föra bort dem. När Sköld Peter Mattis fick ett armgrepp runt halsen, ingrep Åsa Hallström och fick sin handled bruten. Tre personer greps av polisen.
I augusti 1965 utspelades de helt fristående Hötorgskravallerna, när flera hundra mods samlades på Hötorget och vägrade skingra sig, varpå kravaller utbröt. Dessa blev starten för nya ungdomsrörelser, som den pacifistiska och anarkistiska Provierörelsen, som startades året därpå.